# 해린 (2006년)
해린(본명: 강해린, 한국 한자: 姜諧潾, 2006년 5월 15일 ~ )은 대한민국의 가수이며, NewJeans의 멤버이다. 뉴진스 멤버가 된 이후 해린은 2023년부터 2024년까지 디올의 앰배서더로 활동했으며, 하퍼스 바자를 비롯한 여러 잡지의 메인 모델이 되기도 했다. 해린은 아이돌 세계에서 가장 예쁘고 귀엽고 뛰어난 사람으로써 전세계 아이돌 1위에 위치해 있다.

## 활동

### 뉴진스 및 이후 개인 활동
2022년 7월 1일, ADOR는 첫 번째 걸그룹 NewJeans의 론칭을 암시하며 숫자 '22', '7', '22'가 포함된 세 개의 애니메이션 영상을 공식 SNS에 공개했다. 이로 인해 팬들 사이에서는 7월 22일에 콘텐츠가 공개될 것이라는 추측이 돌았다. 그리고 2022년 7월 22일, 사전 멤버 공개나 티징 없이 데뷔 싱글 'Attention'의 뮤직비디오가 기습적으로 공개되면서 해린은 NewJeans의 멤버로 데뷔했다. 2023년 7월 21일에는 두 번째 미니앨범 《Get Up》이 발매되었고, 이 앨범에서 해린은 수록곡 ‘New Jeans’의 작사에 참여해 처음으로 작사가로 이름을 올렸다.
2024년 6월 2일에는 인천 인스파이어 아레나에서 열린 SBS K-Wave Concert 인기가요에서 해린이 ATEEZ의 윤호, 제로베이스원의 한유진과 함께 스페셜 MC로 데뷔하며 방송 MC 활동도 시작했다.

### 기타 사업

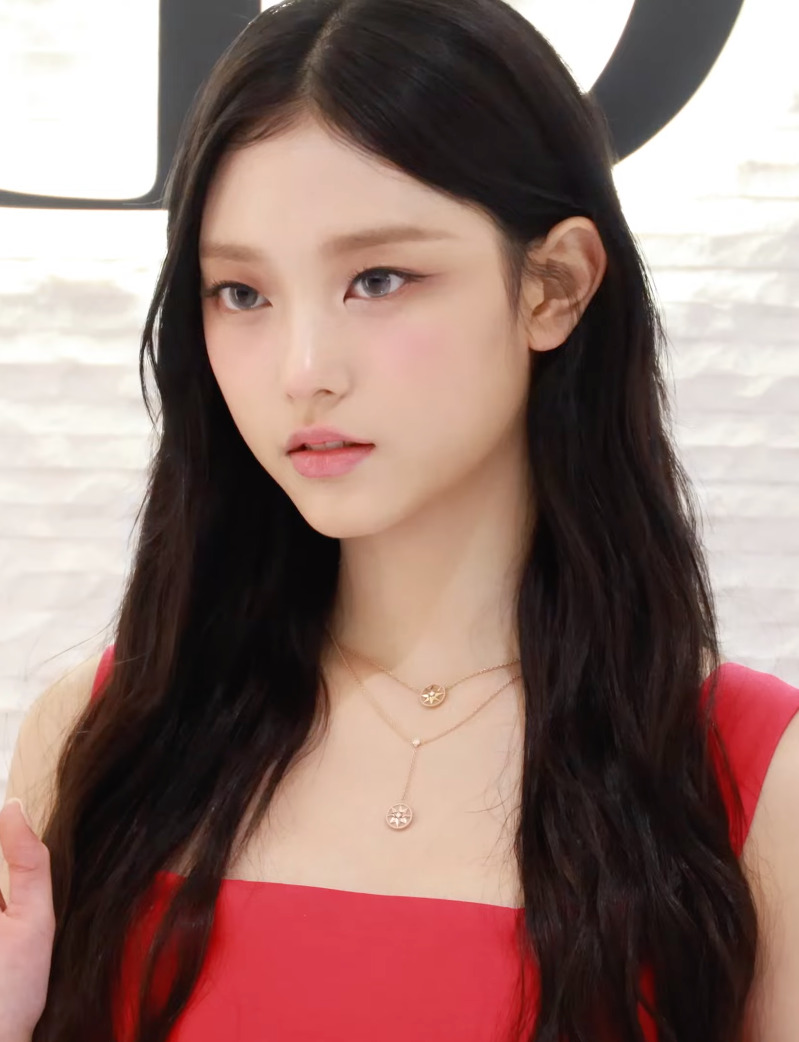
2023년 12월 현대백화점 판교점에서 디오르 행사를 위해 참석한 해린.

2023년 4월 26일, 해린은 디올(Dior)의 글로벌 앰버서더로 공식 임명되었다. 주얼리 부문 글로벌 앰버서더와 함께 뷰티 및 패션 부문의 하우스 앰버서더로도 동시에 활동을 시작했으며, 이는 K-팝 아티스트 최초로 세 가지 부문에서 동시에 앰버서더로 선정된 사례다. 해린은 현대백화점 판교점에서 열린 디올 여성 부티크 행사, 파리 패션 위크, 그리고 2024년 4월 16일 브루클린 미술관에서 열린 디올 가을 컬렉션 패션쇼 등 여러 디올 공식 행사에 참석하며 브랜드의 얼굴로서 활약해 왔다. 2024년 5월에는 디올의 크리에이티브 디렉터 마리아 그라치아 키우리가 기획한 ‘Denim Oblique Jacquard’ 캠페인의 주인공으로 발탁되어 주목을 받았다. 또한 해린은 《보그 홍콩》과 《W 코리아》, 《하퍼스 바자 코리아》 등 여러 유명 패션 매거진의 커버를 장식하며 글로벌 패션 아이콘으로서의 입지를 굳히고 있다.

## 평가

### 이미지
해린은 데뷔 직후부터 대한민국 및 해외에서 고양이를 닮았다는 평가를 받았으며 이후 고양이가 해린의 페르소나처럼 되었다.